# Берен-Любхін
Берен-Любхін (нім. Behren-Lübchin) — громада в Німеччині, розташована в землі Мекленбург-Передня Померанія. Входить до складу району Росток. Складова частина об'єднання громад Гноєн.
Площа — 68,96 км2. Населення становить 906 ос. (станом на 31 грудня 2020).